# Marga Elser
Marga Elser geb. Scheuing (* 30. März 1945 in Lorch) ist eine deutsche Politikerin (SPD). Von 1998 bis 2005 war sie Mitglied des Deutschen Bundestages als Abgeordnete für den Wahlkreis Aalen – Heidenheim.

## Beruflicher Werdegang
Marga Elser absolvierte nach dem Besuch eines Progymnasiums zunächst von 1959 bis 1962 eine Kaufmännische Lehre und belegte später von 1977 bis 1980 eine Weiterbildung zur Betriebswirtin (VWA). Sie arbeitete daraufhin als Bürokauffrau sowie als Abteilungs- und Ausbildungsleiterin in einem Briefmarkenversandhaus.
1980 gründete sie in Lorch eine Volkshochschule und war bis 1993 deren ehrenamtliche Leiterin.

## Politik
Elser trat 1972 in die SPD ein. 1980 wurde sie in den Gemeinderat von Lorch gewählt und wurde dort Fraktionsvorsitzende.
Von 1988 bis 2001 war sie Kreisvorsitzende der SPD im Ostalbkreis. Ab 1989 bis 1998 gehörte sie dem Kreistag des Ostalbkreis an und war dort ab 1992 Vorsitzende ihrer Fraktion.
Bei der Bundestagswahl 1998 zog Elser über die Landesliste als Abgeordnete in den Deutschen Bundestag ein. In ihrer ersten Legislaturperiode (1998–2002) war sie dort Mitglied im Gesundheitsausschuss sowie stellvertretendes Mitglied im Finanzausschuss. 2002 wurde sie wiedergewählt und war in der folgenden Legislaturperiode Mitglied im Innenausschuss sowie kurzzeitig im Ausschuss für wirtschaftliche Zusammenarbeit und Entwicklung. Dem Gesundheitsausschuss gehörte sie weiter als stellvertretendes Mitglied an. In beiden Legislaturperioden war Elser zudem stellvertretende Vorsitzende der Parlamentariergruppe für die Beziehungen zu den Staaten West- und Zentralafrikas. Innerhalb der SPD-Bundestagsfraktion war sie darüber hinaus stellvertretende Sprecherin der Landesgruppe Baden-Württemberg und der Arbeitsgruppe Kommunalpolitik.
Ende März 2005 kündigte sie an, bei der nächsten, ursprünglich für das Jahr 2006 geplanten, Bundestagswahl nicht mehr zu kandidieren. Nach der vorgezogenen Bundestagswahl im September 2005 schied sie daraufhin aus dem Bundestag aus.
Von 2007 bis 2019 war sie stellvertretende Landesvorsitzende der Arbeitsgemeinschaft SPD 60 plus Baden-Württemberg.
Im November 2016 erhielt Elser „für ihre politischen Verdienste und ihr Engagement außerhalb der Politik, unter anderem im Naturschutz und in der Friedensbewegung“ das Bundesverdienstkreuz am Bande. Innerhalb der SPD wurde sie außerdem zuvor bereits 2015 mit der Willy-Brandt-Medaille ausgezeichnet.